# Kitigan River
Kitigan River är ett vattendrag i Kanada.   Det ligger i provinsen Ontario, i den sydöstra delen av landet, 600 km nordväst om huvudstaden Ottawa. Kitigan River ligger vid sjön Remi Lake.
I omgivningarna runt Kitigan River växer i huvudsak blandskog. Runt Kitigan River är det mycket glesbefolkat, med 4 invånare per kvadratkilometer.